# Mit Livs Eventyr
 Denne artikel omhandler H.C. Andersens bog. For filmen af samme navn, se Mit livs eventyr.
Mit Livs Eventyr er titlen på en selvbiografi af H.C. Andersen, afsluttet på hans 50 års fødselsdag 2. april 1855 og udgivet samme år. Det indledes med: "Mit Liv er et smukt Eventyr, saa rigt og lyksaligt”, men beskriver også hans komplicerede og modsætningsfyldte sind.

## Udgaver
- H.C. Andersen (1908), Mit Livs Eventyr, København: Gyldendal, Wikidata   Q26840230  Digitaliseret i Projekt Runeberg.
- H.C. Andersen (1996),  Helge Topsøe-Jensen (red.), Mit Livs Eventyr, Gyldendal, ISBN 978-87-00-24708-6, Wikidata  Q106107255

## Eksterne kilder og henvisninger
- Om Mit Livs Eventyr
- Litteratursiden.dk om biografien
- Link til digital version af originaludgaven fra 1855

| Bog | Spire Denne artikel om bøger og tidsskrifter er en spire som bør udbygges. Du er velkommen til at hjælpe Wikipedia ved at udvide den. |